# Antonio Baldinucci
Antonio Baldinucci, S.J., era um padre e missionário jesuíta italiano, mais conhecido por seus métodos incomuns de conduzir missões.

## Vida
Baldinucci nasceu em Florença, filho do historiador da arte e biógrafo Filippo Baldinucci. Ele frequentou a escola jesuíta de Florença e foi atraído para o sacerdócio. Inicialmente, ele considerou seguir seu irmão mais velho na Ordem Dominicana, mas ele entrou no noviciado da Companhia de Jesus em 21 de abril de 1681, e foi ordenado sacerdote em 28 de outubro de 1695. Ele foi então enviado para estudar teologia no Colégio Romano. Ele realizou seu ensino regencial nas escolas jesuítas em Terni e Roma. Ele foi admitido ao quarto voto da Sociedade em 15 de agosto de 1698.
Baldinucci queria se tornar um missionário na Ásia, mas sua saúde precária o impediu de seguir esse caminho. Em vez disso, ele trabalhou na Itália central, especificamente nas cidades de Frascati e Viterbo. Ele continuaria a trabalhar nessa área pelo resto de sua vida. Durante quatro meses de cada ano, ele conduziria missões. Entre 1697 e 1717 ele visitou 30 dioceses e deu uma média de 22 missões por ano. As missões eram geralmente centradas em meditações dos Exercícios Espirituais de Inácio de Loyola.
A pregação de Baldinucci era simples, vívida e dramática. Organizou procissões que partiriam de várias zonas do país até ao local onde realizava a missão. Muitas das pessoas nessas procissões usariam coroas de espinhos e se flagelariam. Dado o tamanho dessas procissões, Baldinucci costumava empregar vários leigos (a quem chamava de deputados ) para ajudar a controlar a multidão. Muitos desses "deputados" provinham de pessoas que ele pensava que, de outra forma, ficariam tentadas a interromper as procissões.
O próprio Baldinucci caminhava descalço para cada designação missionária, frequentemente carregava uma cruz durante sua pregação e usava correntes pesadas. Ele também caminhava por entre as pessoas reunidas, flagelando-se a ponto de tirar sangue e mais além. Freqüentemente, ele terminava essas missões queimando vários instrumentos de vício possíveis, incluindo cartas, dados, instrumentos musicais e outros semelhantes, em praça pública. As pessoas também colocaram punhais e pistolas a seus pés nessa época. Suas aparições eram tão populares e bem atendidas que ele frequentemente encontrava multidões cobrindo os muros da cidade quando chegava para entregar uma missão.
Baldinucci tinha uma devoção particular à Virgem Maria, e fez questão de que uma cópia de uma imagem milagrosa dela como o Refúgio dos Pecadores da Igreja de Gesu (Frascati) fosse carregada com ele em suas viagens. Ele também trabalhou diligentemente para divulgar a devoção mariana em suas viagens.
Além de sua pregação, Baldinucci também escreveu dois cursos de sermões para a Quaresma, reuniu material para muitos outros, compôs uma série de discursos e manteve uma longa lista de correspondência.
Depois de sofrer um enfarte do miocárdio durante uma das suas viagens de pregação, provocado pelo cansaço, Baldinucci morreu na aldeia de Pofi, na antiga região do Lácio, então parte dos Estados Papais.

## Veneração
O processo que levou à beatificação de Baldinucci começou em 1753. Ele foi declarado Venerável em 1873 e foi beatificado em 23 de abril de 1893. Ele ainda está sendo considerado para canonização.
A igreja Jesuíta de Nossa Senhora do Bom Conselho, em Florença, ainda preserva o crucifixo que ele usava durante suas missões.